# 중명사
중명사(中名辭,Middle Term) 또는 중개념 또는 매개념은 논리학에서 삼단논법의 3개 명제 중에서 매개(중개념)역할을 하는 명사를 가리킨다. 주어나 술어에서 사용될수있으며 대개념(대명사)과 소개념(소명사)을 연결하기 위해 중복적으로 2번 사용되는 명사이기도 하다.

## 예
(대전제) 모든 동물은 죽는다.
(소전제) 소는 동물이다.
(결론) 그러므로 소는 죽는다.
중개념은 '동물'이다.

## 명제의 양과질 그리고 주연,부주연
| 명제의 양과질(식,Form) | 주사(주어) | 빈사(술어) |
| 긍정명제(전칭)         | 주연       | 부주연     |
| 부정명제(전칭)         | 주연       | 주연       |
| 긍정명제(특칭)         | 부주연     | 부주연     |
| 부정명제(특칭)         | 부주연     | 주연       |

## 대당 사각형과 명제의 양과질의 순환
|  |

## 중명사의 주연과 부주연의 예
모든 돼지는 동물이다. - 전칭긍정 - 주연(돼지) ,부주연(동물)
어떤 인간은 동물이다.   - 특칭긍정 - 부주연(인간) ,부주연(동물)
모든 Z는 B 가 아니다.    - 전칭부정 - 주연Z) ,주연(B)
어떤 Y는 Z 가 아니다.   - 특칭부정 - 부주연(Y) ,주연(Z)
여기서 중명사는 동물과  Z가 사용되었다.
한편 긍정명제에서 술어는 부주연하며 부정명제에서 술어는 주연한다. 전칭명제에서 주어는 주연하며 특징명제에서 주어는 부주연한다.

## 중명사와 관련된 오류들
중명사 양의의 허위(中名辭兩義의虛僞)는 정언적 삼단 논법에서, 두 전제 속에 나타나는 중명사가 모호하기 때문에 생기는 오류이다. 또한 중명사 부주연의 오류 등도 있다.

## 격
삼단논법은 3개의 명제와 3개의 명사로 구성되어야하는데 이중에서 대명제는 대명사(P,대전제의 명사)와 중명사(M)가 결합한 명제이며, 소명제는 중명사(M)와 소명사(S,소전제의 명사)가 결합한 경우이고 결론은 중명사가 빠지고 소명사(S)와 대명사(P)가 연결된 구조를 갖는다. 또다시 이러한 대명제와 소명제의 결합구조는 중명사의 위치에 따라 4개의 격(Figure)을 갖게된다. 결론은 항상 'S - P'이다.
| 형식           | 제1격 | 제2격 | 제3격 | 제4격 |
| -------------- | ----- | ----- | ----- | ----- |
| 대명제(대전제) | M - P | P - M | M -P  | P - M |
| 소명제(소전제) | S - M | S - M | M - S | M - S |
| 결론           | S - P | S - P | S - P | S - P |

## 같이 보기
- 정언명제
- 대당관계